# ترمومتر ذو ملف مقاومة بلاتيني

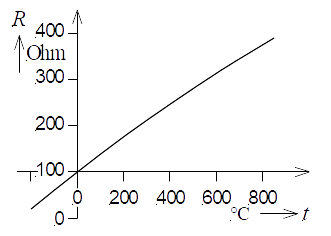

ترمومتر ذو ملف مقاومة بلاتيني هو جهاز (نوع من الثرمستور) لقياس درجة الحرارة. إنه يعتمد على حقيقة أن المقاومة الكهربائية للبلاتين تتغير مع تغير درجة الحرارة. تم تطوير مقياس حرارة مقاومة البلاتين عام 1888 . في اللغة الإنجليزية نتحدث بشكل عام عن مسبار RTD الذي يعني
Resistance Temperature Detector.

## وظيفة التحويل

### ميزان حرارة صناعي
ينظم معيار IEC 60751 إنتاج واستخدام موازين الحرارة الصناعية المقاومة للبلاتين. تستثني موازين الحرارة التي تزيد درجة عدم التيقن فيها عن 0.1 درجة مئوية. بناءً على مقياس درجة الحرارة الدولي لعام 1990 ، فإنه يتطلب أن يكون معامل درجة الحرارة α ، محددًا على النحو التالي:
{\displaystyle \alpha =(R_{100}-R_{0})/(R_{0}\times 100^{\circ }{\text{C}})}
يكُن رسميا
α = 3,85055·10-3 °C
حيث R 100 هي المقاومة عند t90= 100 °C,
R 0 هي المقاومة عند t90= 0 °C,
و t 90 تشير إلى درجات الحرارة التي تم قياسها وفقًا لمقياس EIT-90 .
من أجل احترام هذا المعيار، يجب أن يتم تحويل المقاومة لدرجة الحرارة باستخدام جدول القيمة المرجعية الوارد في جداول EIT-90 . تقدم هذه الجداول أيضًا صيغة رياضية للتحويل، أسهل في الاستخدام ولكن تؤدي إلى خطأ طفيف جدًا:
بين -200 درجة مئوية و 0 درجة مئوية: {\displaystyle R(t_{90})=R_{0}[1+At_{90}+Bt_{90}^{2}+C(t_{90}-100^{\circ }{\text{C}})t_{90}^{3}]}
بين 0 درجة مئوية و 850 درجة مئوية: {\displaystyle R(t_{90})=R_{0}[1+At_{90}+Bt_{90}^{2}]}
مع
- {\displaystyle A=3,9083\;10^{-3}{^{\circ }{\text{C}}}^{-1}} ،
- {\displaystyle B=-5,775\;10^{-7}{^{\circ }{\text{C}}}^{-2}} ،
- {\displaystyle C=-4,183\;10^{-12}{^{\circ }{\text{C}}}^{-4}}

#### التفاوت المسموح به
من غير المرجح النجاح في تصنيع مسبار تتطابق خصائصه تمامًا مع المواصفات التي يتطلبها المعيار IEC 60751. وبالتالي هناك تفاوتات قياسية للمَسَابيرُ المباعة. يحدد المعيار 5 فئات للتفاوت وفقًا للخطأ المسموح به:
- الفئة ب: الخطأ الأقصى = ± 0.30 درجة مئوية + 0.0050 * | t90 |
- الفئة أ: = ± 0.15 درجة مئوية + 0.0020 * | t90 |
- الدرجة 1/3 ب: = ± 0.10 درجة مئوية + 0.0016 * | t90 |
- الدرجة 1/5 ب: = ± 0.05 درجة مئوية + 0.0010 * | t90 |
- الدرجة 1/10 ب: ± 0,03 درجة مئوية +

### معيار مقياس حرارة (الدقة)
لإجراء قياسات أكثر دقة، يُفضل معايرة كل مسبار درجة حرارة بشكل مستقل. في الواقع، لم تعد ظواهر تصلب أو أكسدة العمل مهملة لتحويل درجة حرارة جيدة.

## النماذج الشائعة
يتم توحيد إنتاج موازين الحرارة المقاومة للبلاتين، بل وحتى تطبيعها. وبالتالي فإن تنوع المنتج في السوق محدود. من الناحية العملية، تتميز موازين الحرارة المقاومة للبلاتين بالقيمة المرجعية لمقاومتها لدرجة الحرارة {\displaystyle t_{90}} = 0 درجة مئوية. يتم تسميتها
Pt-X,
PT للبلاتين و X هي القيمة المرجعية للمقاومة (بالأوم).
على سبيل المثال، يتمتع مسبار Pt-100 بمقاومة 100 أوم عند
عند درجة حرارة t90 هي 0 درجة مئوية.

### PT25
يظهر هذا المسبار، في تكوين «القضيب الطويل»، كقضيب أسطواني مجوف طويل يبلغ حوالي 50 cm مُغلفًا في الكوارتز، وينتهي بغطاء نصف كروي في نهايته. عنصر حساس 4 cm ، على شكل ملف مزدوج من البلاتين النقي للغاية، يشكل جهاز الاستشعار. يشكل مقياس الحرارة حاوية محكمة الغلق، تحتوي على ضغط منخفض من الأكسجين، وبالتالي تجنب تكوين أكسيد البلاتين الذي يمكن أن يزعج استجابة الأداة. مثل هذه الأداة تجعل من الممكن، في التركيب بأربعة أسلاك وتوصيلها بجسر مقاومة عالي الدقة، اكتشاف الاختلافات في درجات الحرارة بترتيب بضع عشرات من μK ، من خلال تنفيذه في خلايا نقطة ثابتة ذات جودة مترولوجية. لا يوجد حاليًا سوى عدد قليل من مصنعي
الـ TRP ذو مقاومة 25 اوم مثل: Tinsley و Rosemount و Hart Scientific و Chino
عادة ما تكون حساسية مسبار Pt25 ذي المستوى المترولوجي العالي في حدود
0,1. K/°C
ومع ذلك، يتم استخدام نموذج مسبار TRP 25 أوم «قضيب طويل» عند تنفيذ نقاط ثابتة (على وجه الخصوص، فوق 0 °C ، انظر نصوص EIT-90 لمزيد من التفاصيل) يتم تقديمه كقضيب كوارتز (قطر 7 mm بطول حوالي 50 cm). أثناء تنفيذه، يشكل مسبار البلاتين 25 ohms (Pt25) بالوعة حرارية حقيقية وبما أن المستشعر يرى درجة حرارته فقط، فإنه يتضمن أيضًا الخسائر التي يولدها.

### PT100
هو النموذج الأكثر استخدامًا في الصناعة [المرجع مطلوب ] . Pt100 له قيمة 100 Ω عند 0 °C

### نوع pt1000
تجعل قيمته العالية المقاومة من الممكن، لجهد معين، الحد من التأثير على درجة الحرارة التي يتم قياسها لتبديد الحرارة من خلال تأثير جول في المقاومة (التسخين الذاتي، انظر أدناه). وبالتالي من الممكن العمل مع تيارات قياس أقل بكثير.

## الاختلاط المحتمل
لا يجب الخلط بين هذا الجهاز مع الحرارية البلاتين / البلاتين الروديوم، وهو جهاز لقياس درجة حرارة أخرى في البلاتين، ولكن باستخدام ظاهرة فيزيائية أخرى.
تم التخلي عن هذا المستشعر، الذي تم استخدامه وتعريفه كأداة استيفاء بواسطة الإصدارات السابقة من EIT من 1927 إلى 1976، تمامًا بواسطة EIT-90. حتى عام 1976، كانت أداة الاستيفاء من نقطة الألومنيوم (660٫323 °C) إلى النقطة الفضية (حوالي 962 °C). يتم استبداله الآن بـ «قضيب طويل» TRP ، Pt25 ، في هذا المجال من المقياس.

## التكنولوجيا
عن طريق حقن تيار مستمر ومباشر، يكفي عندئذٍ قياس الجهد، والذي، بما يتناسب مع المقاومة، يعطي صورة لدرجة الحرارة التي تم قياسها. ومع ذلك، وبفضل تأثير جول، فإن حقن تيار القياس في عنصر البلاتين الحساس يؤدي إلى ظاهرة التسخين الذاتي للأخير. هذا الارتفاع في درجة الحرارة، المتأصل في مرور التيار من خلال المستشعر، يؤدي إلى خطأ منهجي في القياس. لتصحيح هذا الخطأ، يتم إجراء المعايرة عند نقطة ثابتة لقراءة قيمة المقاومة الكهربائية للعنصر الحساس لتيار (عادي) من 1 mA ، ثم إلى 1,414 mA . من خلال نقطتي القياس هاتين، يمكن تحديد استقراء للمقاومة الكهربائية للوحة الدائرة الحالية صفر، مرادفة للقياس المثالي بدون التسخين الذاتي.
تحذير! بالنسبة لـ Pt25 ، يمكن أن تسبب أدنى صدمة حرارية أو ميكانيكية انحرافًا كبيرًا في الجهاز. لذلك، من الضروري للغاية الانتباه بشكل خاص من المجرب.
بالنسبة للقيم المنخفضة (Pt25 ، Pt100)، يتم استخدام سلك البلاتين الملفوف بدلاً من ذلك. بالنسبة للقيم العالية (Pt100 ، Pt1000) والأجهزة الصغيرة، يتم بدلاً من ذلك ترسيب تعرية البلاتين كطبقة على الركيزة الخزفية.

### مقالات ذات صلة
- ميزان حرارة
- المزدوجات الحرارية
- الثرمستور

### روابط خارجية
- مقاومة البلاتين ، جامعة مين
- RTD (كاشف درجة حرارة المقاومة)

قالب:Palette